# بالگردگاه هرسمن
بالگردگاه هرسمن (به انگلیسی: Horseman Heliport) یک فرودگاه خصوصی است . این فرودگاه در شهر بند، اورگن کشور ایالات متحده آمریکا قرار دارد و در ارتفاع ۱۰۴۲ متری از سطح دریا واقع شده‌است.